# جانی مارتینو
جانی مارتینو (انگلیسی: Johnny Martino؛ زادهٔ ۵ مهٔ ۱۹۳۷) یک هنرپیشه اهل ایالات متحده آمریکا است.

## گزیده فیلمشناسی
از فیلم‌ها یا برنامه‌های تلویزیونی که وی در آن نقش داشته‌است می‌توان به آثار زیر اشاره کرد.
- پدرخوانده (۱۹۷۲)
- دیلینجر (فیلم ۱۹۷۳) (۱۹۷۳)
- کاپون (فیلم) (۱۹۷۵)